# صولیب
صولیب یک شهر باستانی در نوبه، در سودان کنونی بود. این سایت در شمال آبشار سوم رود نیل، در سمت غربی رود نیل قرار داشت. در سال ۱۸۴۴ توسط کارل ریچارد لپسیوس کشف و توصیف شد. این معبد در زمان سلطنت آمنهوتپ سوم ساخته شد و به خدای آمون تقدیم شد، اما پس از به دست گرفتن قدرت آخناتون، دوباره به خدای آتون وقف شد. 

## نکروپلیس
صولیب محل گورستانی وسیع با عبادتگاه‌های مقبره‌ای کوچکی است که با اهرام تزئین شده است. قدیمی‌ترین مقبره‌های سلطنتی مربوط به سلسله هجدهم است، در حالی که برخی از آن‌ها متعلق به دوره‌های رامسس و مرواه هستند.